# Сурхена
Сурхена (на испански: Zurgena) е населено място и община в Испания. Намира се в провинция Алмерия, в състава на автономната област Андалусия. Общината влиза в състава на района (комарка) Вале дел Алмансора. Заема площ от 72 km². Населението му е 3060 души (по данни от 2010 г.). Разстоянието до административния център на провинцията е 95 km.

## Демография
| 1996 | 1998 | 1999 | 2000 | 2001 | 2002 | 2003 | 2004 | 2005 | 2006 |
| ---- | ---- | ---- | ---- | ---- | ---- | ---- | ---- | ---- | ---- |
| 2123 | 2081 | 2079 | 2079 | 2099 | 2140 | 2184 | 2253 | 2288 | 2461 |